# Сияние (фильм, 1980)
«Сия́ние» (англ. The Shining) — фильм ужасов режиссёра, сценариста и продюсера Стэнли Кубрика, снятый в 1980 году по мотивам одноимённого романа Стивена Кинга. Главные роли исполнили Джек Николсон, Шелли Дюваль, Дэнни Ллойд и Скэтмэн Крозерс.
Несмотря на множество негативных рецензий в год выхода на экраны, «Сияние» регулярно фигурирует в списках наиболее значимых и высокохудожественных фильмов жанра. Согласно опросу киноведческого британского журнала Sight & Sound, проведённого среди кинокритиков и режиссёров, «Сияние» признано одной из величайших картин в истории.
Несмотря на то, что этот фильм является одной из самых известных экранизаций Кинга, сам писатель посчитал её одной из самых худших киноадаптаций своих книг: из-за творческих разногласий с Кубриком он отказался участвовать в рекламной кампании фильма и позже заявил, что, по его мнению, главная проблема фильма была в том, что Кубрик, решив снять фильм ужасов, не имел точного представления об этом жанре.
В 2018 году фильм был включён в список фильмов для сохранения в Библиотеке Конгресса США.

## Сюжет
Писатель Джек Торранс приходит на собеседование к хозяину гостиницы «Оверлук» Стюарту Улману с целью устроиться на работу смотрителем на зимний период. В течение пяти месяцев он планирует жить вместе со своей женой Венди и сыном Дэнни в пустой гостинице, отрезанной от остального мира снежными завалами, и работать над своим новым романом. Улман рассказывает ему, что один из предыдущих смотрителей гостиницы, Делберт Грэйди, помешавшись после пятимесячного заточения, убил жену и двух своих дочерей и покончил с собой. Впрочем, эта история не производит на Джека особого впечатления, и он получает работу.
Между тем в семье Торрансов не всё гладко. Сын Джека Дэнни постоянно общается с неким невидимым другом Тони, которого он описывает как «мальчика, который живёт у него во рту». Джек и Венди считают, что Тони не более чем плод детского воображения их сына, однако Тони способен предвидеть будущее и показывать Дэнни сцены из прошлого. Тони не нравится предстоящая поездка на полгода в горы, и когда Дэнни спрашивает его, почему, — тот подсовывает мальчику галлюцинацию в виде двух кабинок лифта, из-за дверей которых хлещут гигантские потоки крови. Мать застаёт Дэнни в трансе и показывает врачу, но та никаких физических расстройств не находит. Из разговора с матерью выясняется, что странности с Дэнни и появления Тони начали происходить после того, как его отец напился и вывихнул ему руку. Теперь Джек бросил пить, пообещав, что, если он возьмёт в рот хоть каплю, жена имеет право бросить его.
Семья переезжает в гостиницу в день закрытия сезона, для них проводят экскурсию. Шеф-повар Дик Хэллоран (Скэтмен Крозерс), обладая аналогичным, как у Дэнни, даром телепатии, находит в мальчике родственную душу и, оставшись с ним наедине, рассказывает Дэнни о том, что их дар можно назвать «сиянием» — то есть они могут видеть больше, чем другие. Дэнни спрашивает, есть ли в отеле что-нибудь, чего следует опасаться, и Дик советует ему избегать комнаты 237. Дик даёт ключ к пониманию всего фильма — он говорит мальчику, что некоторые события могут оставлять след, как, например, подгоревшие тосты оставляют запах. Месяц спустя работа Джека над романом начинает буксовать; он становится раздражительным и начинает подозревать, что корень всех бед — его жена. Тем временем, Дэнни преследуют видения: время от времени он встречает призраки двух убитых в этом отеле в 1970 году девочек-сестёр, при этом видя картину их убийства. Обнаружив дверь номера 237 открытой, он решается зайти. Через некоторое время Венди слышит крики Джека, который заснул за своим рабочим столом. Когда она его будит, тот говорит, что ему приснился сон, в котором он убил её и Дэнни. Затем неожиданно появляется Дэнни, у которого синяки на шее и разорван воротник одежды. Венди предполагает, что отец вновь поднял руку на мальчика. После ссоры с женой Джек заходит в Золотой зал отеля со словами: «Я бы душу сейчас отдал за глоток выпивки». Неожиданно в зале он обнаруживает знакомого бармена Ллойда, а бар, который только что был пустым, оказывается полон выпивки. Бармен наливает ему, и Джек с удовольствием пьет, не догадываясь, что за выпивку только что продал душу.
В бар прибегает Венди, которая сообщает Джеку, что Дэнни рассказал ей, как в номере 237 он наткнулся на женщину, которая пыталась его задушить (бармен и вся выпивка в баре при этом мгновенно исчезли). Джек идёт в комнату 237 и обнаруживает там обнажённую красотку; он целует её, но, заметив её отражение в зеркале, — разлагающийся труп старухи — в ужасе покидает комнату. Призрак старухи преследует его, зловеще хохоча. Джек возвращается в свой номер и рассказывает жене, что в том номере, где бывал Дэнни, никого не было. Венди предлагает Джеку показать Дэнни психиатру, но Джек, однако, предполагает, что его жена создает проблему на ровном месте и отказывается от её идеи. Затем он снова приходит в Золотой зал, где обнаруживает бурную вечеринку. Там он встречает призрак Грэйди в образе официанта и говорит ему, что знает о его ужасных деяниях в этом отеле несколько лет назад. Тот в ответ говорит, что всегда был лишь официантом, а вот смотрителем — именно Джек. При этом Грэйди сообщает, что «наказал» жену и дочерей за непослушание и нежелание оставаться в отеле, и что Джек должен поступить со своими близкими так же.  
Венди приходит к выводу, что она должна отвезти Дэнни на снегоходе к врачу. Она решает поговорить с Джеком и спускается в Зал Колорадо, где Джек работал над книгой. Она обнаруживает, что всё, что написал Джек за месяц работы, — одна бессмысленная фраза, повторённая множество раз на каждой отпечатанной странице: «Сплошная работа и отсутствие развлечений превращают Джека в зануду» (англ. All work and no play makes Jack a dull boy). Внезапно появляется Торранс. В ответ на её предложение увезти Дэнни он приходит в бешенство и обвиняет жену в том, что она не понимает, какая на него возложена ответственность. При этом он начинает медленно надвигаться на жену и Венди в ужасе оглушает его бейсбольной битой. После этого она оттаскивает потерявшего сознание Джека в кухню и запирает в кладовке с едой. Венди бежит в гараж, но обнаруживает, что Джек ранее успел вывести снегоход из строя. Через некоторое время Джек слышит голос Грэйди, который настоятельно рекомендует ему завершить своё намерение. Грэйди говорит, что нужно быть аккуратнее, так как Венди оказалась сильнее, чем все думали, и берёт обещание с Джека «исправить ситуацию», прибегнув к крайним мерам. Джек говорит, что он готов и призрак Грэйди освобождает его из кладовки.
Выбравшись из заточения, Джек поднимается наверх и топором ломает дверь комнаты, где прячутся его жена и сын. Венди удаётся спрятаться в ванной и открыть небольшое окошко, ведущее на улицу. Венди помогает Дэнни вылезти через окно, но сама не может протиснуться, и когда Джек, прорубив ещё одну дверь, пытается войти внутрь, она ранит мужа в руку кухонным ножом. При этом Джек начинает называть себя «Джонни» (импровизация Николсона — цитата из популярного во время создания фильма ночного ток-шоу «The Tonight Show с участием Джонни Карсона»). В это время повар отеля Дик Хэллоран, с которым ранее сумел связаться Дэнни при помощи своего дара, наконец, приезжает к отелю и заходит внутрь. Джек отвлекается на шум вездехода за окном, оставляет жену и идёт искать повара. Встретив Хэллорана, он убивает его и гонится за сыном, но тот, убегая, приводит его в сад-лабиринт, находящийся на территории отеля. В это время Венди бегает по отелю в поисках сына, встречая в коридоре жутких призраков и обнаруживая труп повара. Джек теряет ориентир в лабиринте и в исступлении пытается отыскать сына, однако Дэнни удаётся провернуть заячий трюк со следами на снегу и выбраться. Дэнни и Венди залезают в снегоход повара и уезжают. А Джек, так и не выйдя из лабиринта, умирает от холода. Зрители видят ясное утро следующего дня и вмёрзший в снег по грудь труп Джека со страшной гримасой на лице.
Финальный кадр показывает стену отеля с фотографиями, на которых изображены наиболее значимые события из жизни отеля. На коллективной фотографии, изображающей бал, состоявшийся в 1921 году, среди толпы людей присутствует улыбающийся Джек, тем самым намекая, что его душа, как и душа Грэйди, теперь навечно прикована к отелю.

## В ролях

«А вот и Джонни!» Джек Николсон в роли Джека Торранса. Это фраза стала культовая интернет-мемом. Данный кадр стал фактически визитной карточкой фильма и его главной афишей на видео и DVD.

| Актёр              | Роль                             |
| ------------------ | -------------------------------- |
| Джек Николсон      | Джек Торранс                     |
| Шелли Дюваль       | Венди Торранс                    |
| Дэнни Ллойд        | Дэнни Торранс                    |
| Скэтмэн Крозерс    | Дик Хэллоран                     |
| Барри Нельсон      | Стюарт Улман                     |
| Филип Стоун        | Делберт Грэйди                   |
| Джо Тёркел         | Бармен Ллойд                     |
| Энн Джексон        | доктор                           |
| Тони Бертон        | Ларри Даркин                     |
| Лия Белдам         | девушка в ванной                 |
| Билли Гибсон       | старуха в ванной                 |
| Барри Деннен       | Билл Уотсон                      |
| Дэвид Бакст        | Лесник #1                        |
| Мэннинг Редвуд     | Лесник #2                        |
| Лиза и Луиза Барнс | дочери Грэйди                    |
| Робин Паппас       | медсестра                        |
| Вивиан Кубрик      | курящая гостья на диване на балу |

## Над фильмом работали
- Стэнли Кубрик — режиссёр, сценарист (фильм), продюсер
- Стивен Кинг — сценарист (роман)
- Дайан Джонсон[англ.] — сценарист (фильм)
- Роберт Фрайер — первый помощник продюсера
- Ян Харлан — исполнительный продюсер
- Мэри Лиа Джонсон — первый помощник продюсера
- Мартин Ричардс — первый помощник продюсера
- Уэнди Карлос — композитор
- Рэйчел Элкинд — композитор
- Джон Элкот — оператор
- Рэй Лавджой — редактор
- Джеймс Лиггат — подбор актёров
- Рой Уокер — художественное оформление
- Лесли Томкинс — художественный директор
- Милена Канонеро — художник по костюмам

## История создания

### Подготовка к съёмкам
Темпы работы Кубрика значительно замедлились после «Барри Линдона», и он делал ещё один фильм на протяжении пяти лет. Стэнли Кубрик долго подыскивал подходящую книгу, по которой можно было бы снять фильм. Через каждые полчаса-час из кабинета режиссёра доносились громкие удары — начиная читать новый роман, Кубрик после нескольких десятков страниц швырял книги о стену. Однажды утром стуки прекратились и испуганная секретарша попыталась связаться с начальством по интеркому, однако ответа так и не дождалась. Решив, что у Стэнли плохо с сердцем, она ворвалась в кабинет, где и обнаружила Кубрика, читающего «Сияние». Он помахал романом и произнёс: «То, что нужно». Заинтересовавшись постановкой фильма, Стэнли Кубрик, не учтя разницы во времени, позвонил Стивену Кингу рано утром. Кинг, страдая от жуткого похмелья, был, мягко говоря, шокирован, услышав в телефонной трубке голос Кубрика, который сразу же начал высказывать идеи об экранизации книги.
Продюсер Ян Харлан во время кинофестиваля «Ретроспектива Стэнли Кубрика» в Санкт-Петербурге в апреле 2014 года заявил, что Джек Николсон был единственной кандидатурой на роль Джека Торрэнса. Тем не менее, до этого многие источники показывали, что Кубрик на эту роль рассматривал кандидатуры Роберта Де Ниро, которого он наблюдал в «Таксисте», и Робина Уильямса, которого видел в сериале «Морк и Минди». Впоследствии он отверг обе кандидатуры, потому что, по его мнению, Де Ниро был недостаточно психотическим для этой роли, в то время как Уильямс, наоборот, был слишком психотическим. Между тем, сам Стивен Кинг пытался отговорить Кубрика приглашать на главную роль Джека Николсона и предлагал взамен взять Джона Войта или Майкла Мориарти. В качестве аргумента он приводил своё убеждение в том, что зрителю гораздо интереснее будет наблюдать за постепенным сумасшествием актёра с изначально нормальным выражением лица, нежели за Николсоном, у которого с самого начала фильма несколько безумный вид. Кинг также не одобрил Шелли Дюваль на роль Венди — по его мнению, Венди была стереотипной блондинкой, никогда раньше не сталкивавшейся с настоящими трудностями в жизни, а Дюваль, как ему показалось, была слишком ранимая и повидавшая многое в жизни, что является полной противоположностью образа в его представлении.
Изначально Ллойда (бармен) должен был сыграть Гарри Дин Стэнтон, однако он не смог принять участия в съёмках из-за занятости на съёмках «Чужого». Интересно, что через три года Стэнтон сыграл в другой экранизации Кинга — «Кристине».
В книге действуют живые кусты-животные, которые двигаются только тогда, когда на них не смотрят. Однако Кубрик поменял их на большой лабиринт из живой изгороди из-за того, что подобный спецэффект казался ему малоосуществимым. На строительство декораций снежного лабиринта в концовке фильма ушло 900 тонн соли и пенополистирола. Сам лабиринт был построен в натуральную величину на аэродроме возле EMI Studios.
На роль Дэнни пробовалось пять тысяч мальчиков со всего Среднего Запада. До Дэнни Ллойда на эту роль претендовал мальчик из фильма «Близкие контакты третьей степени» Кэри Гуффи, но его родители отказались давать согласие, едва ознакомившись со сценарием.

### Съёмки
Стэнли Кубрик хотел снимать фильм в хронологическом порядке. Учитывая различные декорации, подготовленные для фильма, и действие, постоянно перемещающееся из одной декорации в другую, абсолютно все съёмочные площадки и декорации, сделанные для картины, должны были быть доступны для съёмок в любое время. Поэтому все павильоны студии EMI Studios были заняты только декорациями «Сияния». Съёмки начались 1 мая 1978 года и закончились в апреле 1979 года. Когда съёмочный процесс уже близился к концу, на студии начались съёмки пятой части эпопеи «Звёздных войн» «Империя наносит ответный удар» и искусственный горный снег, которым застлан отель «Оверлук», позже использовался для съёмок эпизодов на планете Хот. Стивен Кинг, присутствовавший на съёмках «Сияния», посетил съёмочную площадку «Войн» и пообщался с режиссёром Ирвином Кершнером. В дальнейшем это отразилось в романе «Оно», где Кершнер был выведен в качестве персонажа по имени миссис Керш, которая «говорит, как Йода».
Фильм был снят камерой Arriflex 35 BL классического формата 1,37:1 со скрытым кашетированием для печати в кашетированном формате 1,85:1. Прокатные фильмокопии для кинотеатров США были изготовлены с этим соотношением сторон, а европейские — с более популярным в Европе 1,66:1. Впоследствии, при изготовлении на VHS и DVD-выпусках, в соответствии с последней волей Кубрика, изображение кадра негатива было использовано лишь в формате 4:3, тем самым показывая гораздо бо́льшую область изображения, скрытую в театральной версии. В выпусках на Blu-ray фильм распространяется в формате 16:9, близком к первоначальному замыслу.
Чтобы погрузить съёмочную группу в необходимое психологическое состояние, Кубрик показывал им фильм «Голова-ластик» (1977). По словам актрисы Анжелики Хьюстон, которая в тот период жила с Николсоном, работа над фильмом настолько выматывала его, что, возвращаясь со съёмок, он падал в кровать и немедленно засыпал. А Шелли Дюваль до того вымоталась во время съёмки сцены, где Венди запирает Джека в продуктовом складе, что с ней чуть не случился обморок от перенапряжения.
Во время съёмок актёры иногда подавали собственные идеи для тех или иных сцен. Например, сцена, где Джек, разминаясь, бросает теннисный мяч в стену, была придумана Джеком Николсоном. В сценарии она была описана просто — «Джек не работает». А идея, что Дэнни шевелит указательным пальцем каждый раз, когда говорит с Тони, была предложена самим Дэнни Ллойдом.
По словам Шелли Дюваль, её роль требовала такого постоянного стрессового состояния, что в какой-то момент из-за огромного количества дублей она уже не могла больше плакать. Чтобы добиться от неё нужного результата, Стэнли Кубрик перед началом съёмок потребовал от всей съёмочной группы, чтобы никто на съёмках не симпатизировал, не поддерживал и не говорил комплименты Шелли. Сам же Кубрик придирался к любым мелочам в её актёрской игре, постоянно поддерживая её во взвинченном состоянии. Доходило даже до того, что режиссёр в присутствии всей съёмочной группы кричал на Шелли, что она впустую тратит его время и время съёмочной группы. Позднее Дюваль согласилась, что Кубрик сделал всё возможное, чтобы добиться от неё максимально правдоподобной актёрской игры, и она нисколько не винит его за использованные методы.
Чтобы снять сцену ближе к концу фильма, где Венди бежит вверх по лестнице, держа в руке нож, потребовалось 35 дублей. За время съёмок данной сцены Шелли Дюваль пробежала по лестнице расстояние, равное подъёму по лестнице на крышу Эмпайр-стейт-билдинг. А чтобы снять кадр, где теннисный мячик подкатывается к игрушкам Дэнни, потребовалось 50 дублей. Аналогично чуть не вышло со сценой убийства Дика Хэллоранна, в которой Кубрик хотел отснять 70 дублей, но после сорокового дубля Джек Николсон уговорил его проявить уважение к 69-летнему Скэтмену Крозерсу, который был на грани истерики.
Фотография 1921 года в концовке фильма подлинная с единственным изменением: голову Джека Николсона «прикрутили» к телу другого человека. Изначально Стэнли Кубрик намеревался собрать массовку и сделать фотографию, однако позднее он решил, что лучше подлинной фотографии ничего быть не может. В свою очередь другая подлинная фотография «Identical Twins, Roselle, New Jersey, 1967» Дианы Арбус послужила вдохновением для кадра с дочерьми Грэйди.
Тони Бертон, сыгравший Лари Даркина, принёс на съёмочную площадку шахматы. Стэнли Кубрик, заядлый шахматист, не мог их не заметить. Несмотря на то, что съёмки заметно отставали от графика, Кубрик остановил съёмки на один день и весь день проиграл в шахматы с Тони. Бертон выиграл только одну партию, однако Кубрик поблагодарил его, сказав, что он давно не играл против такого сильного соперника.
Сценарий фильма был настолько существенно изменён во время съёмок, что Джек Николсон перестал читать новые версии, а читал только новые страницы, которые ему нужно было сыграть в следующей сцене.
В декорациях зала «Колорадо», где работает Джек, из-за интенсивной высокой температуры, производимой осветительными приборами, которые изображали солнечный свет за окнами, случился пожар. К счастью, к тому времени почти все сцены в нём были сняты. И хотя этого совсем не видно в кадре, но декораторам, восстанавливавшим декорацию зала после пожара, пришлось чуть-чуть опустить потолок.
К моменту выхода фильма на экраны организация MPAA уже успела сделать постановление, не разрешающее присутствие крови на экране в трейлерах, которые не имеют возрастных рейтингов. Официальный рекламный ролик «Сияния» как раз состоял из одной знаменитой сцены, снятой единым кадром, где кровь хлещет из-за дверей лифтов, заливая холл гостиницы. Стэнли Кубрику пришлось приложить немало усилий, чтобы убедить MPAA в том, что это ржавая вода, а не кровь. Саму же сцену снимали в течение целого года, прежде чем Кубрику наконец понравился тот дубль, где, по его мнению, можно было не сомневаться, что на экране хлещет именно кровь.
В качестве камео можно увидеть дочь Стэнли Кубрика, Вивиан Кубрик, в сцене вечеринки. Она одета в чёрное платье и сидит на правой стороне дивана, ближайшего к бару, куда подходит Джек.
Для съёмок сцены, где Джек выламывает дверь в ванную комнату, были сделаны облегчённые двери, которые Джек Николсон, работавший добровольцем в пожарной службе, ломал слишком легко. После нескольких дублей пришлось делать новые, более тяжёлые и массивные двери. В итоге сцену снимали три дня, а Николсону пришлось разломать около 60 дверей.

### Места съёмок

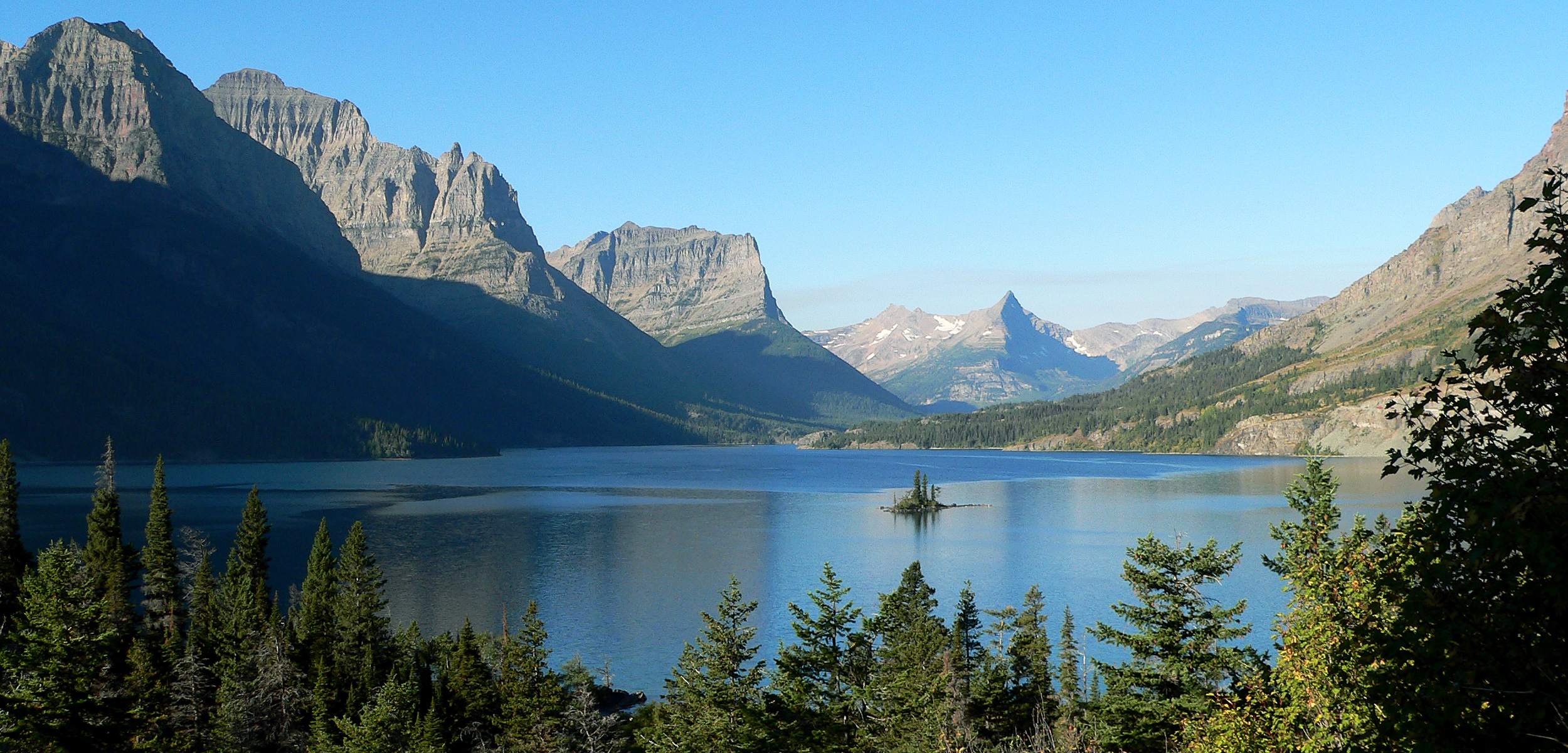
Озеро Сент-Мэри (озеро) в национальном парке Глейшер в штате Монтана, с показа которого начинается фильм

Адресные планы отеля «Оверлук», с вертолёта и земли, отсняты у отеля «Тимберлайн-Лодж», построенного у подножия вулкана Худ в штате Орегон. Остальные натурные съёмки на территории США составляют всего несколько монтажных планов, в том числе пролёт над озером Сент-Мэри в национальном парке Глейшер штата Монтана и проезд автомобиля по горной дороге. При этом диалог Торрансов внутри едущего «Фольксвагена» снят в студии с помощью рирпроекции. Внутри отеля «Лодж» никаких съёмок не велось, а все интерьеры снимались в английском графстве Хартфордшир, где на EMI Studios были построены декорации помещений. Кроме залов, кухни, склада и комнат, расположенных на двух уровнях, были построены коридоры отеля и лестницы. Светильники, составляющие часть декораций, в том числе люстры, были снабжены электропроводкой и мощными лампами для получения необходимой для съёмки интенсивности света. Суммарная мощность всех осветительных приборов на площадке была такова, что для нормальной работы команды требовалось непрерывное охлаждение системой кондиционеров.
За огромными окнами декорации гостиной «Колорадо» был установлен просветный фон размером 80 на 30 футов, и 860 ламп мощностью по 1000 Ватт каждая. Мощное освещение вызвало пожар в феврале 1979 года, повредив декорацию гостиной, что привело к вынужденному простою съёмочной группы. Декорации зала «Колорадо» основаны на интерьере отеля «Авани» в Йосемитском национальном парке. Реальный зал отличается от снятого в фильме отсутствием лестницы и расположением камина. Однако, люстры и окна отеля до сих пор сохраняются почти идентичными тем, что в картине. Вестибюль «Авани» также послужил основой вестибюля «Оверлука» с красными колоннами. На заднем дворе студии EMI была построена самая масштабная декорация, включающая копию фрагмента фасада «Лодж» и площадку с лабиринтом, отсутствующим в реальном отеле. Все сцены у отеля сняты именно здесь. Декорации зала «Колорадо» впоследствии использовал Стивен Спилберг в картине «Индиана Джонс: В поисках утраченного ковчега». Два лифта из сцены с потоками крови тоже были скопированы с лифтов «Авани».

## Художественные приёмы
Стивен Кинг резко отрицательно принял картину Кубрика: «Очевидно, людям очень нравится этот фильм, и они не понимают, почему мне он не нравится. Потому что книга горячая, а фильм холодный; книга заканчивается огнём, а фильм — льдом. В книге есть настоящая сюжетная арка. Вы видите этого парня, Джека Торранса, который старается быть хорошим, но в таком месте он потихоньку сходит с ума. Но когда я посмотрел фильм, мне показалось, что Джек сошёл с ума уже в первой сцене». Режиссёр Дэвид Кроненберг в ноябре 2013 года признался, что не считает «Сияние» великой картиной: «Я не думаю, что он [Кубрик] осознавал жанр фильма ужасов. Я не думаю, что он вообще понимал, что делал».
Фразу, которую Джек раз за разом набивает на пишущей машинке — «All work and no play makes Jack a dull boy» («Сплошная работа и отсутствие развлечений превращают Джека в зануду»), специально для иностранных версий Кубрик напечатал на соответствующих языках и потом снял на плёнку, кадры из которой пошли в соответствующие версии. В итальянской это — «Il mattino ha l' oro in bocca» («Кто рано встаёт, тому Бог подаёт»), в немецкой — «Was Du heute kannst besorgen, das verschiebe nicht auf Morgen» («Никогда не откладывай на завтра то, что ты можешь сделать сегодня»), в испанской — «No por mucho madrugar amanece mas temprano» («От того, что встанешь ни свет ни заря, рассвет не наступит раньше»), во французской — «Un 'Tiens' vaut mieux que deux 'Tu l’auras'» («Лучше синица в руках, чем журавль в небе»). Сегодня, однако, в Италии, Германии, Испании и Франции на VHS и DVD издаются версии только с английским текстом. Сама же английская фраза является старинной пословицей.
Как и в книге, в сценарии была сцена, в которой Джек находит альбом с газетными вырезками об отеле. По неизвестным причинам эта сцена так и не была должным образом снята, однако альбом всё же можно увидеть в кадре. Он лежит рядом с пишущей машинкой в сцене, когда Джек сообщает Венди о том, чтобы она его никогда не беспокоила в то время, как он работает.
Почти все кадры с Дэнни были сняты «от бедра» — то есть на уровне глаз ребёнка. Кубрик сделал это для того, чтобы показать окружающую обстановку именно с точки зрения Дэнни (позднее Стивен Спилберг использовал такой эффект в своём знаменитом фильме «Инопланетянин»). Фильм стал одним из первых, в съёмках которых была использована система стабилизации камеры «Стэдикам». Изобретатель системы Гарретт Браун (англ. Garrett Brown) принял полноценное участие в съёмках как один из операторов. Сцены с проездом Дэнни по коридорам отеля Браун снимал с инвалидного кресла, которым управляли ассистенты. При этом камера крепилась не на верхней, а на нижней площадке системы «Стэдикам», специально предусмотренной для съёмки с нижней точки. Благодаря этому камера двигалась почти у самого пола, как добивался Кубрик. В перерывах между съёмками Дэнни Ллойд и Браун играли «в качели»: оператор усаживал мальчика на площадку «Стэдикама» вместо камеры, весящей примерно столько же.
Использование системы «Стэдикам» заставило оператора-постановщика Джона Олкотта отказаться от студийных осветительных приборов в интерьерах. Вместо этого использовано натуральное освещение, которое давали светильники, смонтированные в декорации, и снабжённые мощными лампами. Подсветка использовалась только для фона, установленного за окнами декораций гостиной «Колорадо» и ванной Торрансов. Съёмки с вертолёта, выполненные Грегом Макгилливрэем (англ. Greg MacGillivray), составляют большую часть немногочисленных натурных кадров из США.
Страшная комната из фильма изначально должна была иметь номер 217, однако руководство отеля попросило сменить номер на якобы несуществующий — 237 — для того, чтобы он не казался отдыхающим «проклятым». В январе 2010 года американский конспиролог Джей Вайднер на своём сайте выложил статью, в которой раскрыл многие, по его мнению, скрытые намёки в фильме (в частности, то, что высадка космонавтов «Аполлон-11» была заранее снята Кубриком). В ней он утверждает, что специально связался с руководством отеля «Timberline Lodge», где ему ответили, что номер 237 всегда был в их отеле.
По данным исследования сайта Play.com, самым страшным моментом в истории кинематографа была признана сцена из фильма «Сияние», когда Джек Торранс выламывает топором дверь в ванную.

## Саундтрек
Венди Карлос и Рэйчел Элкинд написали электронный саундтрек к фильму, который практически полностью был отвергнут Стэнли Кубриком. Из их саундтрека в фильме сохранились только музыка на начальных титрах и ещё несколько незначительных элементов по ходу действия фильма.
The Shining OST (1980)
1. The Shining (Main Title) (Wendy Carlos & Rachel Elkind)
2. Rocky Mountains (Wendy Carlos & Rachel Elkind)
3. Lontano (György Ligeti)
4. Music For Strings, Percussion and Celesta (movement III) (Béla Bartók)
5. The Awakening of Jacob (Krzysztof Penderecki)
6. Utrenja — Ewangelia (Krzysztof Penderecki)
7. Utrenja — Kanon Paschy (Krzysztof Penderecki)
8. De Natura Sonoris No.1 (On the Nature of Sound) (Krzysztof Penderecki)
9. De Natura Sonoris No.2 (On the Nature of Sound) (Krzysztof Penderecki)
10. Polymorphia (Krzysztof Penderecki)
11. Masquerade (Jack Hylton and his Orchestra)
12. Midnight, the stars and you (Ray Noble & his Orchestra, Al Bowlly vocal)
13. It’s All Forgotten Now (Ray Noble & his Orchestra, Al Bowlly vocal)
14. Home (Henry Hall & the Gleneagles Hotel Band)

## Награды и номинации

### Награды
1981 — Премия «Сатурн»
- Лучшая мужская роль второго плана — Скэтмэн Крозерс

### Номинации
1981 — Премия «Сатурн»
- Лучший фильм ужасов
- Лучшая режиссура — Стэнли Кубрик
- Лучшая музыка — Бела Барток

1981 — Премия «Золотая малина»
- Худший режиссёр — Стэнли Кубрик
- Худшая женская роль — Шелли Дюваль

Читатели журнала Entertainment Weekly поставили картину на 9-е место в списке самых страшных фильмов всех времён. По версии «Американского института кино», в 2001 кино «Сияние» заняло 29-е место в списке «100 самых остросюжетных американских фильмов двадцатого века». В 2003 году персонаж Джек Торранс занял 25-е место в списке «100 лет… 100 героев и злодеев». По версии Channel 4, в 2003 году картина возглавила список «100 самых страшных фильмов всех времён». По версии «Total Film». В 2004 году «Сияние» заняло 5-е место в списке «Лучших фильмов ужасов по версии „Bravo TV“», в 2005 году фильм занял 6 место в списке «100 самых страшных моментов в кино». В 2018 году фильм занял 1-ю строчку рейтинга «100 лучших фильмов ужасов в истории» (по версии IndieWire).

## Сборы
Сборы фильма составили 44 017 374$ при бюджете в 19 000 000$. До того, как в 1990 году вышел «Мизери», «Сияние» было самой прибыльной экранизацией Кинга.

## Продолжение
В 2019 году вышел фильм «Доктор Сон», который основан на одноимённом романе Стивена Кинга и является связанным продолжением фильма «Сияние» 1980 года.